# L'Impératrice du Sel et de la Fortune
L'Impératrice du Sel et de la Fortune (titre original : The Empress of Salt and Fortune) est un roman court de fantasy écrit par Nghi Vo et paru en 2020 puis traduit en français et paru aux éditions L'Atalante en 2023. Il s'agit du premier livre du cycle Les Archives des Collines-Chantantes et il a été suivi par Quand la tigresse descendit de la montagne, paru en 2020. L'intrigue se concentre sur un clerc qui écoute des histoires sur une impératrice récemment décédée.
L'Impératrice du Sel et de la Fortune a remporté le prix Hugo du meilleur roman court 2021 et a été finaliste du prix Locus du meilleur roman court 2021.

## Résumé
L'adelphe Chih, archiviste non binaire de l'abbaye des Collines-Chantantes, visite le palais de la Lumière-Éblouissante, abandonné depuis le départ, il y a de nombreuses années, de l'impératrice du Sel et de la Fortune, l'impératrice In-yo. Chih est accompagné d'une huppe parlante nommée Presque-Brillante. Ils y rencontrent une femme âgée, surnommée Lapin, qui était autrefois la servante de l'impératrice. Elle raconte à Chih et à Presque-Brillante la vie de l'impératrice In-yo alors qu'ils cataloguent le contenu du palais, à la suite de mort récente d'In-Yo.
In-yo est une princesse venue du Nord, tout juste mariée à des fins diplomatiques à l'empereur du Pin et de l'Acier, l'empereur Sung. De cette union naît trois ans plus tard le prince impérial Kau-tan. Par décision de l'empereur, le nouveau-né est immédiatement retiré à sa mère, un traitement de stérilisation lui est administrée et elle est condamnée à quitter la capitale et à s'exiler à Fortune-Prospère, dans les régions du Sud. Ce palais lui tient lieu de prison car elle ne peut en partir. La présence de Lapin qui, alors âgée de treize ans, a choisi de l'accompagner, est la seule lueur dans sa vie d'impératrice exilée.
Des années plus tard, un des voyants travaillant au service d'In-yo, Sukai, devient l'amant de Lapin, alors âgée d'une vingtaine d'années. Mais peu après, le ministre de Gauche, veillant à ce que la plupart des suivants de l'impératrice ne restent pas assez longtemps pour l'aider potentiellement à s'échapper, récupère Sukai pour son service personnel, avec la promesse de le renvoyer à In-yo une fois ses talents utilisés.
Au cours des années, In-yo communique secrètement avec ses proches dans le Nord, dans l'espoir de se venger. Elle met en scène un pèlerinage, une excuse pour quitter pendant un moment Fortune-Prospère. Durant le trajet, elle répudie bon nombre de ses suivants et les remplace par des guerriers du Nord. C'est à ce moment qu'une suivante d'In-yo décèle que Lapin est enceinte, ce que cette dernière ignorait. Peu après, les restes du corps de Sukai sont retournés à la caravane impériale par les hommes du ministre de Gauche. Ce dernier, voulant obliger l'impératrice à se rendre à la capitale car une invasion des peuples du Nord est en cours, en est empêché par les guerriers nouvellement recrutés par In-yo. Le ministre de Gauche est capturé puis le droit de se suicider lui est accordé.
De retour au palais de la Lumière-Éblouissante, Lapin donne naissance à la fille de Sukai et décide de confier sa fille à In-yo, qui la présente comme sa fille. Elle dirige ensuite une armée vers la capitale et peu après, l'empereur est tué et le prince héritier s'enfuit pour vivre en exil, jusqu'au jour où il sera assassiné par ses gardiens quelques années plus tard. In-yo est couronnée impératrice du Sel et de la Fortune.
De longues années après, In-yo décède et la fille de Lapin lui succède sur le trône d'Anh.
Peu après ces longs récits, Lapin disparaît et Chih quitte avec Presque-Brillante le palais de la Lumière-Éblouissante pour se rendre à la capitale assister au couronnement de la nouvelle impératrice.

## Thèmes majeurs
Le roman court subvertit les attentes du lectorat concernant l'importance des personnages secondaires et du protagoniste. Bien qu'In-yo puisse être considérée comme la protagoniste principale parce que ses actions font avancer l'intrigue, l'histoire de la vie de Lapin reçoit une importance égale. Bien qu'elle soit une paysanne, sa relation avec l'impératrice fournit un noyau émotionnel au livre. Le livre explore à l'échelle individuelle la privation de liberté, l'oppression et le classisme et à l'échelle plus globale l'impérialisme, le racisme et la domination des minorités ethniques.
Lapin ne révèle jamais son prénom et une grande partie de ses antécédents reste un mystère. De plus, sa relation avec In-yo est compliquée par la grande différence de leur richesse et de leur statut social. Chih archive les histoires des autres mais pas la sienne.

## Style
L'histoire d'In-yo est relayée à Chih par Lapin, une narratrice non fiable. Lapin a en effet ses propres motivations qui se révèlent à travers l'histoire, le lectorat devant déterminer si elle laisse quelque chose de côté dans ce qu'elle raconte.
La construction du monde de ce roman court mêle des éléments de diverses cultures et langues asiatiques réelles, y compris la Chine et le Viêt Nam.
Dans la traduction française du roman, la non-binarité de l'adelphe Chih est rendue par l'usage alterné du féminin et du masculin lorsqu'il lui est fait référence.

## Réception
Le roman court a reçu des éloges de la critique. Il a été finaliste du prix Locus du meilleur roman court 2021 et a remporté le prix Hugo du meilleur roman court 2021.
Publishers Weekly a donné au livre une critique étoilée, le qualifiant d'« histoire magistralement racontée... qui impressionnera à coup sûr ». Une critique parue dans NPR la qualifie de « réalisation remarquable de la narration », louant la manière dont les voix des femmes sont amplifiées ainsi que celle des personnages queer, y compris le religieux non binaire Chih. Un critique de Medium a fait l'éloge de l'exploration des histoires, de la narration et de la compagnie féminine. Le livre a également reçu des éloges pour sa structure narrative en couches, dans laquelle Chih, Lapin et In-yo distribuent différents morceaux de l'histoire. Les critiques ont loué les personnages féminins du livre, la manière dont les femmes luttent contre leur société patriarcale ainsi que le lyrisme de la prose lyrique et obsédante.
Un critique de DVAN a félicité Nghi Vo pour son style d'écriture évocateur et le travail sur les protagonistes, mais a estimé que la construction du monde et le système magique étaient faibles.